# Корнати (Великопольське воєводство)
Корнати (пол. Kornaty) — село в Польщі, у гміні Стшалково Слупецького повіту Великопольського воєводства.
Населення — 303 особи (2011).
У 1975—1998 роках село належало до Конінського воєводства.

## Демографія
Демографічна структура станом на 31 березня 2011 року:
|          | Загалом | Допрацездатний вік | Працездатний вік | Постпрацездатний вік |
| -------- | ------- | ------------------ | ---------------- | -------------------- |
| Чоловіки | 142     | 41                 | 93               | 8                    |
| Жінки    | 161     | 36                 | 98               | 27                   |
| Разом    | 303     | 77                 | 191              | 35                   |